# Zamach stanu w Katalonii (1936)
Zamach stanu w Katalonii w 1936 r. – planowany przez narodowo-socjalistyczną katalońską organizację Estat Català przewrót, mający na celu obalenie autonomicznego rządu Generalitat. W dalszej perspektywie zamachowcy planowali ogłoszenie pełnej niepodległości Katalonii jako państwa neutralnego oraz marginalizację opozycji wewnętrznej, zwłaszcza anarchistów. Przewrotu zamierzano dokonać w listopadzie 1936 roku, wykorzystując siły własnych milicji oraz inflitrowanych przez Estat Català katalońskich formacji wojskowych i porządkowych. Liczono, że zaabsorbowane walkami o Madryt centralne władze Republiki nie będą zdolne do kontrakcji. Zamach nie doszedł do skutku w wyniku przeciwdziałania anarchistów, którzy zdemaskowali część konspiratorów. Służby Generalitat aresztowały lub zatrzymały niektórych przywódców spisku zanim zdążyli przystąpić do akcji; pozostali w większości zbiegli do Francji. Estat Català została zmarginalizowana, a w Katalonii umocniła się pozycja CNT i FAI. Próba zamachu pozostaje mało znanym epizodem nie tylko w Hiszpanii, ale również w Katalonii. W historiografii jest on dyskutowany w związku z kwestią faszyzmu katalońskiego.

## Tło konfliktu

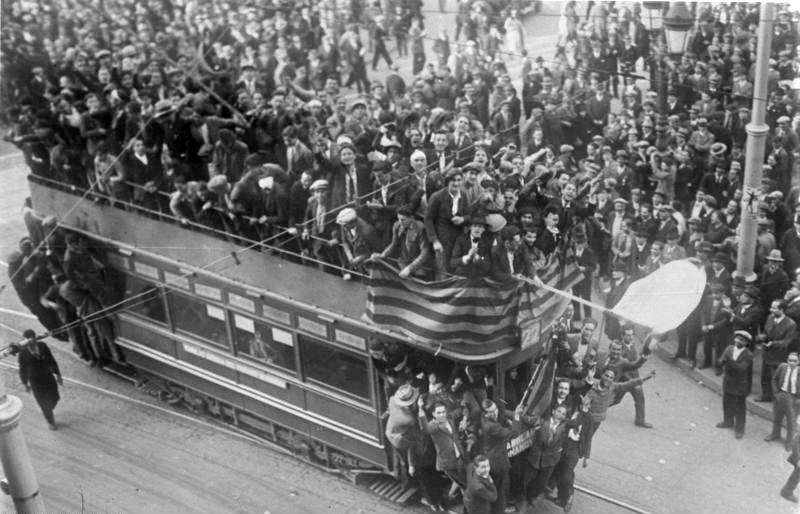
Rewolucyjny tłum na ulicach Barcelony, kwiecień 1931

Od końca XIX wieku oprócz tradycyjnych ugrupowań politycznych – konserwatystów, liberałów, karlistów i republikanów – w Katalonii zaczęły powstawać nowe ruchy: socjaliści, komuniści, anarchiści i nacjonaliści (katalaniści). Szczególną dynamikę uzyskały dwie ostatnie formacje. Ich baza społeczna pozostawała nieco inna; anarchiści opierali się bardziej na miejskim proletariacie, a katalaniści bardziej na drobnomieszczaństwie. Choć oba ruchy rywalizowały ze sobą w walce o wpływy, łączył je jednak antysystemowy i lewicowy charakter. Po ustanowieniu Republiki w roku 1931 różne prądy katalanizmu zjednoczyły się w Esquerra Republicana de Catalunya (ERC), lewicowej federacji partyjnej która uzyskała zdecydowaną przewagę w autonomicznym parlamencie katalońskim. Anarchiści, którzy z zasady nie uczestniczyli w wyborach, skupili się na rozbudowie własnego ogólnokrajowego związku zawodowego Confederación Nacional de Trabajo (CNT). Ich struktury aktywnie występowały przeciw państwu i pod koniec roku 1933 udało im się doprowadzić w Katalonii do poważnych zamieszek.
W październiku 1934 na wielu obszarach Hiszpanii doszło do rewolucyjnych wystąpień i upadku republikańskiej władzy. Katalaniści wykorzystali chaos ogłaszając powstanie niepodległej Katalonii; anarchiści nie udzielili tym próbom poparcia, usiłując wprowadzić anarchosyndykalistyczne struktury organizacyjne. Dominująca we władzach autonomicznych ERC wykorzystała organy porządkowe Generalitat do represji wobec CNT; wzajemna niechęć między nimi zaczęła oscylować na granicy otwartej wrogości. Co prawda w wyborach z lutego 1936 roku anarchiści udzielili poparcia koalicji Frontu Ludowego, w składzie którego znajdowała się Esquerra, ale po wyborczym zwycięstwie stosunki znowu się pogorszyły. W kwietniu 1936 anarchistyczne bojówki zamordowały Miguela Badia, który w roku 1934 kierował działaniami przeciw CNT. Wśród katalanistów doszło do sporów, dotyczących taktyki względem rządu centralnego i partii radykalnej lewicy; część krytykowała ERC i kontrolowany przez nią autonomiczny rząd Generalitat za ustępliwość i domagała się podjęcia bardziej zdecydowanego kursu. W maju 1936 z federacji ERC wystąpiła współtworząca ją dotąd Estat Català (EC).

## Estat Català

Biuletyn Nosaltres Sols!

Estat Català była nacjonalistyczną formacją utworzoną w początku lat 20.; od innych nurtów katalanizmu odróżniał ją zdecydowanie antysystemowy charakter i lewicowe hasła społeczne. Od początku lat 30. EC zaczęła się gwałtownie radykalizować w duchu narodowo-socjalistycznym; stworzone przez nią umundurowane bojówki Escamots zostały przez rząd zdelegalizowane. W połowie lat 30. EC weszła w skład ERC, stanowiąc jednocześnie radykalne, lewicowe skrzydło federacji. Występując z Esquerry w maju 1936 partia odzyskała całkowicie autonomiczny charakter i stała się głównym wyrazicielem rewolucyjnego katalońskiego nacjonalizmu. Wkrótce połączyły się z nią dwie mniejsze, radykalne organizacje katalanistycznej lewicy: Nosaltres Sols! i Partit Nacionalista Català. Kierownictwo partii tworzyli odtąd jej historyczny lider Josep Dencas, były przywódca NS!, ideolog Manuel Blasi, oraz były przewodniczący PNC Josep Maria Xammar. Proces integracji nie był jeszcze zakończony, gdy doszło do wojskowego zamachu stanu z lipca 1936.
Członkowie EC wzięli aktywny udział w walkach z wojskowymi rebeliantami; partyjna milicja przejęła wówczas duże ilości broni. W atmosferze rewolucyjnych przemian partia obrała za siedzibę restaurację Oro de Rhin przy prestiżowej barcelońskiej Gran Vía, rozpoczęła wydawanie własnego biuletynu Diari de Barcelona i uruchomiła szeroką rekrutację do szeregów swoich milicji. Przedstawiciele EC znaleźli się w różnych międzypartyjnych instytucjach, rywalizujących o władzę, przede wszystkim w Comité de Milicias Antifascistas; nie mieli natomiast swojego przedstawiciela w Generalitat. Stosunki z anarchistami, którzy po stłumieniu rebelii wojskowych stali się najsilniejszym ugrupowaniem w Katalonii, pozostawały napięte. W sierpniu ich bojówki podjęły próbę zdemolowania centrali EC, a reprezentanci CNT w autonomicznym rządzie domagali się zatrzymania Dencasa, podobnie jak zamordowany Badia obwinianego o represje roku 1934. Pod koniec miesiąca i obawiając się o życie, Dencas wyjechał z kraju. Przewodniczącym partii stał się jej dotychczasowy sekretarz, Joan Torres-Picart.

## Rozbudowa struktur EC

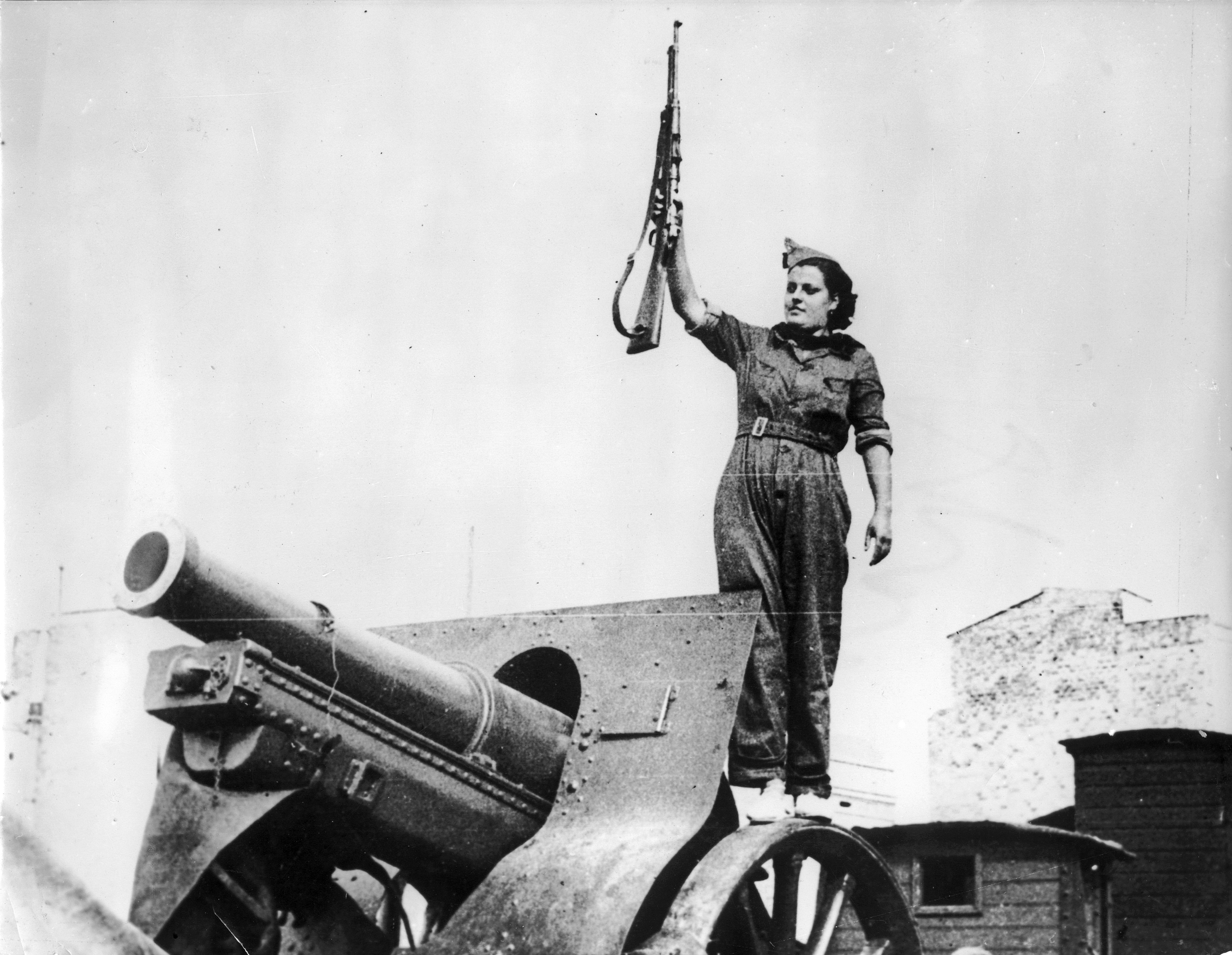
Rewolucja w Barcelonie, 1936

Od lata 1936 Generalitat podjął próbę stworzenia katalońskiej armii, Exercít de Catalunya. Przy poparciu większości partii – choć nie anarchistów – władze rozpoczęły formowanie pierwszych jednostek. Estat Català brała aktywny udział w tym procesie; jej struktury zdominowały 3 bataliony przeznaczone do dyslokacji wzdłuż granicy francuskiej, znane jako Milícies Pirinenques (MP). Ich kadra oficerska składała się w znacznej części z ludzi będących wcześniej członkami OMNS, Organizació Militar Nosaltres Sols, kadrowej organizacji wojskowej Nosaltres Sols!. Jesienią pododdziały MP istotnie rozpoczęły akcję przejmowania punktów kontrolnych wzdłuż pirenejskiej granicy z Francją; w niektórych miejscach doszło do konfliktu ze stacjonującymi tam milicjami anarchistów. Partyjną inicjatywą EC było natomiast stworzenie dużego, 700-osobowego batalionu, tzw. Columna Volant Catalana; miał on być wysłany na front aragoński, ale nie wszedł do działań wojennych; jego pododdziały rozmieszczone były w graniczącej z Aragonią prowincji Lerida. Reorganizację własnych milicji EC prowadził jeden z dawnych liderów Escamots, Joan Cornudella.
Od końca lata 1936 partyjna prasa EC zaczęła pisać o konieczności „katalanizacji” dokonującej się rewolucji; coraz mniej enigmatyczne teksty sugerowały, że chodzi o ogłoszenie całkowitej niepodległości kraju i marginalizację opozycji. Xammar rozmawiał z prezydentem Companysem nt. siłowego złamania dominacji anarchistów i domagał się nominacji dla członków EC w policji; do porozumienia nie doszło. Odmienne stanowisko niż Companys zajął drugi człowiek w strukturach autonomicznej Katalonii, przewodniczący parlamentu i premier rządu, Joan Casanovas; aczkolwiek członek Estat Català w latach 20., potem znajdował się w głównym nurcie ERC. W publicznych wystąpieniach mówił on o wzmocnieniu państwa i jasnym podziale obowiązków, co zostało powszechnie zrozumiane jako krytyka niezdecydowanego kursu Generalitat. Doszło do otwartego konfliktu i w połowie września Casanovas został zdymisjonowany ze stanowiska premiera; jego miejsce zajął współpracownik Companysa, Josep Tarradellas.

## Przygotowania do przewrotu

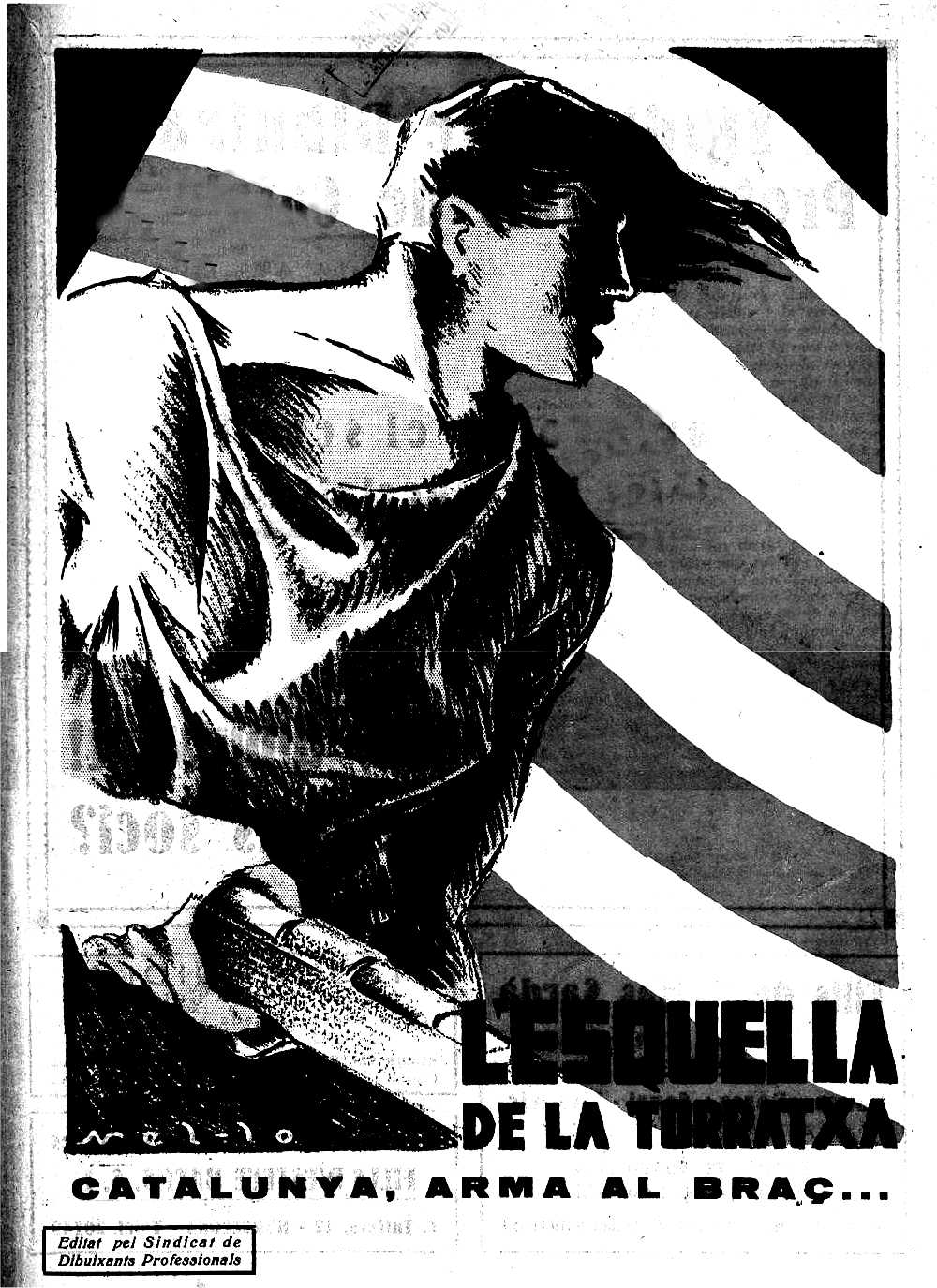
Narodowo-rewolucyjna propaganda katalońska

Historycy uważają, że od początków października w łonie kierownictwa EC omawiano możliwość przejęcia władzy w Katalonii na drodze zamachu stanu. Kluczowym elementem planu było wykorzystanie partyjnej milicji, sił Columna Volant i oddziałów MP; część z nich miała przejąć władzę w większych miastach prowincjonalnych, a część miała podjąć akcję w Barcelonie. Rozbudowywano konspiracyjną siatkę wśród lokalnych władz administracyjnych czy rewolucyjnych; Xammar rozmawiał z zaprzyjaźnionymi komitetami rewolucyjnymi na północy Katalonii na temat ewentualnej wspólnej akcji przeciw anarchistom. Konspiratorzy liczyli na co najmniej bierność struktur siłowych Generalitat; w połowie miesiąca funkcję Komisarza ds. Porządku Publicznego, czyli de facto szefa katalońskiej policji, objął dawny działacz EC Andreu Revertés. Choć anarchiści oprotestowali jego kandydaturę, nominację przeforsował sam Companys, którego łączyły z Revertesem związki prywatne.
Wysłannicy EC Josep Maria Batista i Roca oraz Nicolau Rubió i Serralach sondowali dyplomatów francuskich i brytyjskich co do perspektyw uznania przez te kraje niezależnego państwa katalońskiego; wyniki tych rozmów są nieznane. Prawdopodobnie na ten sam temat rozmawiano z przedstawicielami Mussoliniego. Kolejny działacz Estat Català Vicenç Borrell pojechał do Brukseli; jego rozmówcą był historyczny przywódca konserwatywnego skrzydła nacjonalistów katalońskich Francesc Cambó. Ten ostatni nie był skłonny do współpracy; jak się wydaje, spodziewał się raczej szybkiego zwycięstwa Nacjonalistów. Od początków listopada EC nasiliła radykalną, narodowo-rewolucyjną akcję propagandową. W czasie kolejnych wieców Borrell, Cornudella, Xammar, Torres-Picart gwałtownie krytykowali niezdecydowaną politykę Generalitat. Na kolejnym z mityngów wystąpił Casanovas; w wojowniczym tonie zapowiadał podjęcie zdecydowanych kroków i z pogardą mówił o parlamencie katalońskim, instytucji której nadal przewodził. Otrzymał wiele telegramów gratulacyjnych, w tym od różnych formacji milicji EC.

## Przesilenie

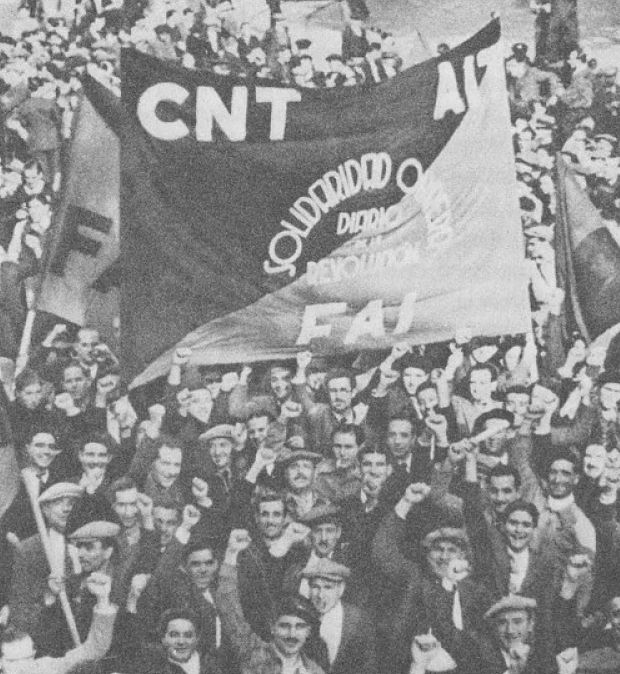
demonstracja anarchistów, Barcelona

Od początku listopada wojska Nacjonalistów walczyły na przedmieściach Madrytu i mogło się wydawać, że upadek Republiki jest bliski. W połowie miesiąca stacjonujące w różnych miejscowościach Katalonii oddziały CV i MP postawiono w stan alarmowy. Choć silne zgrupowanie milicji EC, znane jako Columna Hermanos Badia, zostało wysłane na front madrycki, tzw. 2. Batalion Milícies Pirinenques skoncentrowano w Barcelonie. Z Francji na teren kraju wjechał transport uzbrojenia i amunicji, zorganizowany przez Xammara i Revertesa a sfinansowany ze środków Generalitat. Skierowany on został na stację wyładunkową na przedmieściach Barcelony; szczegóły dystrybucji setek karabinów i granatów pomiędzy poszczególne kontrolowane przez EC pododdziały omawiane były na spotkaniu z 22 listopada, w którym uczestniczyli Revertés, Casanovas, Torres-Picart, Xammar i Cornudella. Skoncentrowane oddziały pod kontrolą EC miały zająć budynki Generalitat i aresztować członków rządu, a w razie oporu ich zastrzelić. Na stanowisku prezydenta Companys miał zostać zastąpiony przez Casanovasa. Istnieje teoria, że Revertés podjął też kroki by przejąć transport złota Banku Hiszpanii, który w tym czasie miał przejeżdżać z Kartageny tranzytem przez Katalonię do Francji.
24 listopada służby specjalne Generalitat zatrzymały Revertesa; wg jednej teorii akcję tę koordynował na własną rękę jego podwładny, szef Servicios de Orden Público Dionisio Eroles, wg innej uzyskał on wcześniej autoryzację Tarradellasa bądź innych wysokich urzędników rządowych. Eroles, członek CNT w strukturach wydziału bezpieczeństwa, zbudował tam własną anarchistyczną siatkę i zdawał sobie sprawę z machinacji swojego przełożonego; z chwilą gdy uznał, że przewrót jest bliski, rozpoczął kontrakcję. Zatrzymanego i natychmiast zdymisjonowanego Revertesa przez kilka godzin przesłuchiwali Eroles, jego sekretarz Joan Solans i sekretarz generalny Rady Bezpieczeństwa Wewnętrznego Aurelio Fernández. Początkowo zaproponowali mu samobójstwo, na które Revertés się nie zdecydował. Ostatecznie jak się wydaje doszło do swoistej ugody, w ramach której Revertés za możliwość wyjazdu z kraju zgodził się zdradzić szczegóły konspiracji. W ramach fali kolejnych zatrzymań, którymi kierował szef katalońskiego MSW Artemio Aiguader, aresztowano Torres-Picarta; jako że Casanovasa chronił immunitet parlamentarny, objęto go jedynie dozorem policyjnym.

## Następstwa

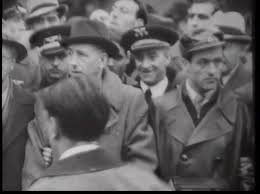
Lluís Companys i lider anarchistów García Oliver, listopad 1936

Generalitat nie zdecydował się na szeroko zakrojoną akcję represyjną; aresztowano jedynie około 100 osób. Część organizacji anarchistycznych usiłowała utworzyć ludowy trybunał do osądzenia zbrodni zamachu stanu, ale w niewyjaśnionych okolicznościach do jego ustanowienia nie doszło; anarchiści ograniczyli się do zdemolowania biur Diari de Barcelona i siedziby EC. Oficjalne organy prasowe poinformowały jedynie o dymisji Revertesa, a komentarz Aiguadera był bardzo enigmatyczny. Zmasowany atak na Estat Català przypuściła natomiast katalońska prasa anarchistyczna. Nie doszło do zdelegalizowania EC; gdy jej lider Torres-Picart przebywał w areszcie, władzę w partii objął Cornudella, a ona sama potępiła i wykluczyła ze swoich szeregów osoby zamieszane w spisek. Rola jaką pełnił Cornudella jest niejasna; wg niektórych autorów, był on związany z Erolesem. Powiązane z EC jednostki milicyjne, paramilitarne i wojskowe skierowane zostały w znacznej części na front, gdzie zresztą odznaczyły się jako waleczne i lojalne.
Revertés był przez kilka dni więziony w barcelońskim więzieniu Montjuïc, a następnie został w niewyjaśnionych okolicznościach zamordowany; wg jednej wersji zabito go w Barcelonie po wypuszczeniu z więzienia, wg innej osobista eskorta Companysa miała go zastrzelić 30 listopada w miejscowości Calaf, już w drodze do Andorry. Jako wysokiemu urzędnikowi autonomicznego państwa katalońskiego Casanovasowi umożliwiono wyjazd z kraju, a postępowanie przeciw niemu Tribunal de Casación ostatecznie umorzył. Torres-Picart w skomplikowanych i niejasnych okolicznościach opuścił więzienie i uciekł do Francji, skąd gwałtownie krytykował Companysa. Xammar wraz z rodziną przekroczył granicę hiszpańsko-francuską zanim podjęto przeciw niemu jakiekolwiek kroki; do Francji wyjechało też kilku zaangażowanych w spisek wysokich urzędników Generalitat, jak Josep María Espanya. Znajdujący się wśród dowódców milicji EC Manuel Blasi został zatrzymany przez anarchistów w Aragonii; zwolniony, pod koniec roku 1936 również opuścił Hiszpanię.

## Epilog

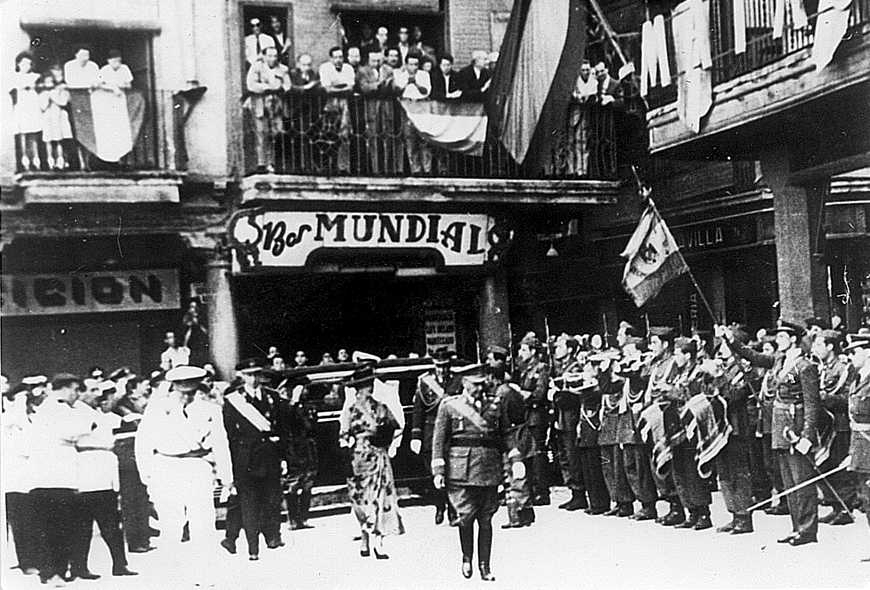
Frankizm w Katalonii

Casanovas wrócił do Katalonii po maju 1937, gdy złamana została dominacja anarchistów, i jako przewodniczący parlamentu nadal usiłował doprowadzić do ogłoszenia separatystycznej deklaracji neutralności; zmarł w roku 1942 we Francji. Espanya, Xammar i Torres-Picart wyjechali z Francji do Ameryki Południowej, gdzie mieszkali do końca życia; pierwszy zmarł w roku 1953, drugi w 1967, a trzeci w 1988, i przed śmiercią zdążył jeszcze odwiedzić demokratyczną Hiszpanię. Cornudella i Blasi wrócili po wojnie do kraju i uczestniczyli w opozycji antyfrankistowskiej, wielokrotnie represjonowani; ten pierwszy po roku 1975 wybierany do autonomicznego parlamentu katalońskiego, zmarł w roku 1985, data śmierci drugiego jest nieznana. Szczątkowe struktury Estat Catalá funkcjonowały na emigracji; zarejestrowana ponownie w roku 1977, dziś partia funkcjonuje jako ugrupowanie marginalne, choć kataloński nacjonalizm święci w XXI wieku triumfy.
Companys po upadku Republiki udał się na emigrację do Francji; wydany frankistowskiej Hiszpanii w roku 1940, został stracony w tym samym roku. Tarradellas mieszkał po wojnie we Francji i Ameryce pełniąc rolę premiera emigracyjnego rządu katalońskiego, wrócił do Hiszpanii w roku 1977 i był jednym z najbardziej znanych polityków katalońskich; zmarł w roku 1988. Eroles, Aiguader i Fernández stracili stanowiska w strukturach Generalitat po wydarzeniach majowych 1937. Ten pierwszy po wojnie wyemigrował do Francji i w niejasnych okolicznościach – możliwe że zamordowany – zmarł w roku 1940. Dwaj pozostali wyjechali z Francji do Meksyku; Aiguader zmarł tam w roku 1946, Fernández w roku 1971. Los Solansa jest nieznany. Anarchizm kataloński uległ dezintegracji i po roku 1975 odrodził się w formie szczątkowej; dziś CNT funkcjonuje jako marginalna organizacja związkowa. Companys i Tarradellas są jedynymi protagonistami wydarzeń z listopada 1936, którzy obecnie upamiętnieni są na różne sposoby w przestrzeni publicznej Katalonii.

## W propagandzie i historiografii
Ponieważ z wyjątkiem anarchistów żadna ze stron nie eksploatowała wydarzeń z listopada 1936 propagandowo, dość szybko popadły one w zapomnienie; w zbiorowej pamięci z czasem całkowicie zmarginalizowały je walki o władzę w Barcelonie z maja 1937 roku. Również po wojnie propaganda wszystkich stron ignorowała kwestię konspiracji EC. Dla frankistów była ona niewygodna bo rozbijała stereotyp Republikanów jako jednolitego, zbrodniczego bloku, a żadne z emigracyjnych ugrupowań postrepublikańskich nie widziało w niej odpowiedniego potencjału propagandowego. Dla historyków epizod listopadowy pozostawał niezwykle trudny do wyjaśnienia. Archiwa Generalitat dokumentowały raczej kontrakcję rządową niż sam spisek, dokumenty Estat Catala w większości zaginęły, a wspomnienia i publicystyka protagonistów były obciążone licznymi sprzecznościami i polityczną stronniczością.
Pierwsze publicystyczne próby poważnej dyskusji pojawiły się w latach 1980.; historiografia przez dekady zajmowała się kwestią sporadycznie, passim i niekiedy forsując mylące interpretacje. Wszechstronna zbiorowa analiza tematu ukazała się w roku 2012, aczkolwiek z powodu wątłej bazy źródłowej wielu autorów ograniczyło się do tez o charakterze hipotetycznym lub spekulacyjnym, zastrzegając wstępny i podlegający dalszej weryfikacji charakter swoich ustaleń. Większość uczestniczących w tym przedsięwzięciu historyków zgadza się co do istnienia spisku, ale niejasne jest czy konspiracja była dziełem kilkunastu polityków czy kierowana była przez struktury partyjne. Nie wiadomo, na ile skonkretyzowane były plany zamachu stanu i czy decyzję o jego przeprowadzeniu w ogóle podjęto. Nie znamy mechanizmów rządowej kontrakcji i nie ustalono, czy jej inspiratorem była CNT, struktury Generalitat czy inne ośrodki polityczne. Bez odpowiedzi pozostaje wiele pytań szczegółowych, np. dotyczących roli Cornudelli. Kwestia wydarzeń z listopada 1936 poruszana jest też jako element szerszych zagadnień, zwłaszcza kwestii faszyzmu katalońskiego.